# Feggy Ostrosky Shejet
Feggy Ostrosky Shejet (nació en 1956), estudió la licenciatura en psicología, con un enfoque a la neuropsicología, en la Universidad Nacional Autónoma de México donde obtuvo el título en 1975, maestría y doctorado en  el Departamento de Trastornos de la Comunicación en la Universidad de Northwestern y Doctorado en Biomedicina en la Facultad de Medicina de la Universidad Nacional Autónoma de México.
Su área de interés es el estudio de la relación entre el cerebro y la conducta humana. Ha realizado investigaciones sobre las bases Psicofisiológicas y Neuropsicológicas del lenguaje oral y escrito, la memoria, la violencia y los cambios asociados al envejecimiento normal y patológico. Ha publicado 20 libros, 6 pruebas neuropsicológicas que cuenta con normas en población hispano-hablantes de acuerdo a edad y escolaridad y es autora de 320 artículos y capítulos científicos. Forma parte del Comité Editorial de Revistas Nacionales e Internacionales. Es miembro de diversas sociedades científicas internacionales y nacionales. Pertenece al Sistema Nacional de Investigadores Nivel III y actualmente es profesora de tiempo completo y directora del laboratorio de Neuropsicología y Psicofisiología de la Facultad de Psicología de la Universidad Nacional Autónoma de México.

## Trayectoria
La Dra. Ostrosky ha  sido pionera e innovadora en el plano de la investigación y la docencia no sólo en la UNAM sino en México y a nivel Internacional. Tanto en la  investigación como en la docencia, ha destacado por su prolífica producción y por la  trascendencia y relevancia de sus investigaciones, con aportes originales incluyendo pruebas neuropsicológicas, modelos de intervención, y abordajes inéditos, con ello ha logrado conjuntar la investigación básica y aplicada, con una mirada multidisciplinaria, y lo sobresaliente de su aproximación es que  su obra logra tender un puente entre las ciencias biológicas y las sociales. También ha logrado vincular la investigación con la docencia, en relación a problemas muy importantes para la sociedad contemporánea (i.e. violencia, criminalidad, analfabetismo, prevención primaria de la violencia).

## Investigación
Su área de interés es el estudio de la relación entre el cerebro y la cognición humana. Ha realizado investigaciones sobre las bases Psicofisiológicas y Neuropsicológicas del lenguaje oral y escrito, de la memoria, de la violencia y de los cambios asociados al envejecimiento normal y patológico. Ha publicado 20 libros  (18 en español y 2 en inglés), 6 pruebas neuropsicológicas que cuentan con normas en población hispanohablante de acuerdo a edad y escolaridad. Por invitación publicó dos números especiales sobre Neuropsicología Transcultural en la revista International Journal of Psychology, que es considerada el órgano oficial a nivel mundial en materia de Psicología. Es autora de  un total de  341  artículos y capítulos científicos,  de estos, 241 son  artículos  nacionales e internacionales indizados y 71 capítulos científicos. Cuenta con más de 1500 citas a sus trabajos publicados. Forma parte del Comité  Editorial de Revistas Nacionales e Internacionales.  Fue fundadora de la Sociedad Mexicana de Neuropsicología y Presidenta de está sociedad en 1982, así como  Presidenta de la Asociación Latinoamericana de Neuropsicología (ALAN) del 2002 al 2004. Es miembro de la Junta de Gobierno de la Sociedad Internacional de Neuropsicología. Por su trabajo de investigación ha recibido numerosos premios y distinciones,  en 1987 recibió el premio “Dr. Francisco Montes de Oca” de la Academia Mexicana de Cirugía, en 1987 recibió la medalla Syntex por sus trabajos sobre Neuropsicología del Parkinson, en 1996 recibió el premio “Dionisio Nieto” para la investigación en Enfermedades Crónico Degenerativas. En 1999 recibió el premio “Instituto Cultural México-Israelí”, en 2006 fue distinguida con el “Premio Nacional de Investigación en Psicología” y en 2008 recibió el “Premio Universidad Anáhuac” por sus aportaciones a la Psicología. Es miembro de diversas sociedades científicas  internacionales y nacionales,  incluyendo la Academia Mexicana de Ciencias.

## Docencia
En el campo de la docencia, desde 1979 a la fecha, semestralmente ha impartido 30 cursos a nivel de Licenciatura y  83 seminarios monográficos y de investigación a nivel de Maestría y Doctorado, con un total de 113 cursos en la Facultad de Psicología. Fue pionera en el desarrollo del área de Neuropsicología en México. Ha sido invitada a impartir cursos sobre Neuropsicología Transcultural en Dinamarca, Finlandia, Colombia, Argentina y España. Ha impartido cursos sobre Neuropsicología de la Violencia en Universidades como  la Universidad Iberoamericana de Costa Rica, la Universidad Nacional de Costa Rica y la Universidad de Ecuador. A la fecha ha impartido 150 cursos como profesor invitado. Fue invitada, como parte de un panel de expertos mundiales en Filosofía, Psicología y Neurociencias a escribir un capítulo  titulado: “Cerebro, Mente y Conducta en el Siglo XXI: Un Universo Dentro de Nosotros” para la Enciclopedia Iberoamericana de Filosofía. Es  autora de tres módulos de la Maestría en Neuropsicología de Altos Estudios de Barcelona, España. Sus libros y pruebas Neuropsicológicas han sido utilizados como textos básicos a lo largo de varios años tanto en la Facultad de Psicología de la UNAM como en diversas Universidades Nacionales e Internacionales. Sus aportaciones han tenido impacto  en la estructuración de los currículos mismos de la Facultad de Psicología, ya que en la reciente modificación curricular del 2008 se replantearon algunas asignaturas con base en sus trabajos y se abrió la Especialización en Neuropsicología, la cual actualmente es impulsada por su  grupo de colaboradores, quienes  son profesores tanto en la Facultad como en diversas Universidades de México. 
Los trabajos de investigación los ha llevado a cabo con alumnos de Licenciatura, Maestría y Doctorado. La Dra. Ostrosky ha graduado un total de 81 alumnos; 45 de Licenciatura, 15 de Maestría, 1 de Especialidad  y 20 de Doctorado, los cuales son actualmente reconocidos investigadores y docentes dentro y fuera de nuestra Universidad, generando así varios grupos de investigación independientes. Los alumnos han presentado los resultados de sus investigaciones en congresos nacionales e internacionales y han sido coautores de  la publicación de estos  trabajos en revistas nacionales e internacionales con comité editorial. Ocho de sus alumnos son parte del Sistema Nacional de investigadores. Sesenta alumnos han realizado el servicio social en su laboratorio y varios han obtenido el premio “Gustavo Baz Prada”. Ha participado en  48 comités de tesis y ha sido sinodal en exámenes de grado de licenciatura y posgrado. Asimismo ha recibido a 10 estudiantes nacionales y extranjeros (España, Colombia y Francia) para realizar estancias de investigación, con el fin de dar a conocer las actividades de vanguardia realizadas en su laboratorio.
Ha participado activamente tanto en la organización como en la presentación de más de  450 conferencias magistrales en eventos nacionales e internacionales, siempre poniendo muy en alto la investigación en el área de neuropsicología y  la Salud  que se realiza en nuestro País. En 2005, organizó en Acapulco la reunión anual de la Asociación Latinoamericana de Neuropsicología con 800 asistentes de toda Latinoamérica, España, Inglaterra,  Finlandia y Suecia. En  febrero del 2010, organizó el 38 del Congreso Anual de la Sociedad Internacional de Neuropsicología, en Acapulco que contó con 1500 asistentes de toda Latinoamérica, Estados Unidos, España, Inglaterra,  Finlandia y Suecia.

## Líneas de Investigación
1. Neurobiología de la violencia.
2. Desarrollo de instrumentos neuropsicológicos.
3. Índices preclínicos de la enfermedad de Alzheimer.
4. Desarrollo de Lóbulos frontales y funciones ejecutivas.[3]

En el área de investigación, la Dra. Ostrosky ha sido pionera en el desarrollo de métodos neuropsicológicos y psicofisiológicos que permiten estudiar las relaciones existentes entre la función cerebral y la cognición humana, tanto en condiciones normales como cuando se presentan procesos patológicos. Esta línea de investigación  ha permitido que el trabajo se enfoque en áreas teóricas y prácticas. Esto es: 
1. Como área básica de investigación, en el análisis de la organización cerebral de las conductas complejas,
2. Como área clínica de trabajo, en el diseño de procedimientos de diagnóstico para evaluar las alteraciones comportamentales asociadas al daño cerebral.
3. Como área aplicada de rehabilitación, en el diseño de procedimientos terapéuticos encaminados a superar  los trastornos consecuentes al daño cerebral.[4]

Es importante señalar que en el campo de la neuropsicología y de la neurolingüística, en Latinoamérica y en los países con hispanohablantes, se continúa utilizando modelos desarrollados en otros idiomas (i.e. inglés, francés, alemán) y pruebas desarrolladas en otros países con normas de otras poblaciones. Por lo tanto, la investigación llevada a cabo por la Dra. Ostrosky se ha enfocado en el estudio de las características cognoscitivas de la población hispanohablante, trabajando en el desarrollo de instrumentos de evaluación que tomen en cuenta criterios de ejecución normal y factores que son relevantes para nuestra población, como la influencia que tienen los factores socioculturales en la ejecución de pruebas neuropsicológicas o la influencia del nivel educativo en la incidencia de demencias. También ha trabajado en el desarrollo de modelos sobre la organización cerebral del lenguaje que incorporan las características del español. 

## Aportaciones

### Desarrollo de Pruebas Neuropsicológicas
El NEUROPSI, fue desarrollado por la Dra. Ostrosky, que actualmente se encuentra en el cuadro básico de atención médica del Instituto Mexicano del Seguro Social, este instrumento también es utilizado en diversos países,  por ejemplo, en la Universidad de Chile, se aplicó esta batería de pruebas a más de 1000 sujetos neurológicamente intactos y actualmente este instrumento se está aplicando en una población de pacientes con demencia. En Perú también se encuentran recolectando datos normativos y se llevan a cabo estudios en poblaciones con diversas alteraciones cognoscitivas. En la Universidad de Neiva en Colombia se formó un grupo de investigación autodenominado GRUPO NEUROPSI, que está dedicado a estandarizar y validar este instrumento. En la Habana, Cuba, se utiliza como instrumento de valoración en el Centro de Estudios de Rehabilitación y Diagnóstico Neurológico (CIREN).En Sao Paolo ,Brasil, se tradujo al Portugués y se utiliza como instrumento para la detección de Demencias en diversos Hospitales Neurológicos y Psiquiátricos.  En 1996 inició un programa en colaboración con el departamento de Educación Especial de Estados Unidos en donde se está aplicando el NEUROPSI para la detección de alteraciones cognoscitivas y  problemas de aprendizaje en población de adultos hispano-hablantes. Simultáneamente, en otro proyecto paralelo se inició una colaboración con el estado de Texas  y actualmente se está aplicando el instrumento en  los cinco programas educativos de este estado (Socorro, ISD, Fort Worth ISD, Northside ISDE, McAllen Even Start y Region I ESC.). El objetivo de este estudio es identificar a los estudiantes con problemas de aprendizaje y posteriormente desarrollar estrategias de rehabilitación.
Para analizar los efectos que la cultura y la educación ejercen sobre los procesos cognoscitivos, la Dra. Ostrosky ha realizado estudios sobre el perfil Neuropsicológico en población indígena  Maya (Yucatán) y  Pame (San Luis Potosí). El estudio del perfil cognoscitivo de la población indígena es una línea novedosa en el campo de la Neuropsicología Transcultural.  
En México, EL NEUROPSI está siendo utilizado por diversas instituciones de salud como el Instituto Nacional de Nutrición (Departamento de Geriatría), Hospital General (Departamento de Geriatría), Centro Alzheimer Francisco Espinoza. Hospital Samuel Ramírez (Departamento de Psiquiatría). Centro Universitario, Universidad de Puebla (estudios en pacientes con Síndrome de Inmunodeficiencia Adquirida). En  el Hospital  General de Colima,  se llevó a cabo una investigación sobre los efectos cognoscitivos provocados por la  Hipertensión Arterial.  Utilizando el NEUROPSI, como instrumento de tamizaje, se  llevó a cabo un estudio epidemiológico sobre la incidencia de las demencias en la ciudad de México, bajo la dirección del Dr. Luis Miguel Gutiérrez, Jefe del Departamento de Geriatría del Instituto Nacional de Nutrición. Asimismo, el NEUROPSI se ha utilizado en estudios con población que padece lupus eritematoso y en pacientes psiquiátricos con diagnóstico de esquizofrenia en el Hospital Samuel Ramírez. 
Junto con  terapeutas del Centro Infantil Teletón  realizó la adaptación de otra de sus pruebas el  NEUROPSI ATENCIÓN Y MEMORIA para población con diversas discapacidades incluyendo parálisis cerebral, sordera, ceguera, y trastornos de lenguaje. En un esfuerzo único en el mundo, fueron publicados los primeros resultados sobre su aplicación en niños con diversos tipos de parálisis cerebral. 

### Atención a problemas sociales
En colaboración con el Instituto Nacional para la Educación de los Adultos, INEA, se realizó un estudio a nivel nacional para conocer las características neuropsicológicas de la población adulta que se encuentra en proceso de alfabetización. En este estudio se logró caracterizar a las personas con alto y bajo desempeño en el aprendizaje de la lecto-escritura e implementar un programa de rehabilitación neuropsicológica para poder ofrecer alternativas a la población con bajo desempeño.  Desarrolló un método de alfabetización con orientación neuropsicológica denominado NEUROALFA,  que está integrado por 24 lecciones, cada una de las cuales tienen textos de educación para la salud y uso de documentos oficiales necesarios para la vida diaria. En cada lección se incluyen ejercicios para la  estimulación y la rehabilitación de procesos básicos que son necesarios para el aprendizaje de  la lecto-escritura.  Actualmente  este método se está utilizando en diversos estados de la República Mexicana.
Una línea novedosa y productiva de  su investigación ha sido el estudio de la violencia. El objetivo de esta línea de investigación ha sido  identificar características de la personalidad,  marcadores de  la actividad cerebral,  la  incidencia de eventos traumáticos tempranos, así como la  interrelación  de estas variables para  entender  la emisión y expresión de las conductas violentas y agresivas. A la fecha  ha estudiado 340 internos de alta peligrosidad que se encuentran cumpliendo sentencias en diversos  reclusorios de  la ciudad de México.  En el estudio han participado  asesinos seriales, como por ejemplo Juana Barraza Samperio, conocida como “la mataviejitas”   y  multi-homicidas de la ciudad de México. Sus hallazgos han sido publicados en revistas internacionales de alto impacto como  Journal of Forensic Neuroscience y el  Journal of Interpersonal Violence.
Ha encontrado datos  que confirman la gran influencia del sustrato biológico sobre el modelamiento de la personalidad de ciertos individuos con altos niveles de agresividad, específicamente de la carga genética y de disfunciones en la estructura y funcionamiento cerebrales que predisponen a la emisión de estas conductas. Sin embargo, también  ha documentado, que el vivir en ambientes hostiles y ser víctima de abuso (físico, emocional o sexual) en edades tempranas es una variable que potencia los rasgos biológicos preexistentes, a la vez que origina conductas violentas como estrategia de supervivencia y en donde también participan el aprendizaje, la vivencia de experiencias traumáticas en edades tempranas afectando el desarrollo de estructuras y sistemas cerebrales relacionados con las conductas violentas. Su trabajo está enfocado en la búsqueda, estudio e integración de los marcadores de déficits cerebrales, características de la personalidad  y  factores psicosociales que interactúan y potencian  el desarrollo de la conducta violenta. En sus investigaciones se emplean  técnicas Neuropsicológicas y de Electrofisiología,  instrumentos de medición conductual, Psicológica y de corte Psicosocial, así como marcadores genéticos. 
A través de técnicas Electrofisiológicas y de Resonancia Magnética Funcional, está analizando las redes neuronales que subyacen a la conducta violenta  y las emociones morales  en  sujetos normales y en individuos con Psicopatía. Propone, que  las alteraciones  en los componentes afectivos y cognitivos de las emociones morales, predisponen a las características comportamentales que presentan los psicópatas.
La elaboración de un perfil de funcionamiento cerebral asociado a este tipo de conductas, aunado a la investigación sobre las características de la personalidad,  la incidencia de eventos traumáticos tempranos o ambientes hostiles, podría permitir la identificación de aquellos individuos que serán más susceptibles a los efectos nocivos del medio ambiente. Así, la identificación temprana de los factores biológicos y socioambientales que potencian el desarrollo de personalidades agresivas y violentas podría abordarse desde la elaboración de programas de prevención que fortalezcan las capacidades cognitivas que se encuentran alteradas en individuos vulnerables, además de poder intervenir aquellos medios socioculturales y familiares que favorezcan la comisión de actos criminales. Los resultados de esta línea de investigación son aportaciones sumamente relevantes en el contexto no sólo científico sino social contemporáneo, que además tienen trascendencia para la formación de nuevos profesionales enfocados al campo de neuropsicología y psicología criminológica, áreas muy importantes hoy en día, en donde se impone la formación de especialistas en el tema.
Con el objetivo de desarrollar medidas de intervención preventiva primarias en contra de la violencia desarrolló un programa denominado "Programa de Estimulación Materno Infantil: Un Enfoque Neuropsicológico (PREMIEN)" que se basa en la intervención Psicológica y Neuropsicológica de madres e hijos de 3 a 6 años, para que éstos logren alcanzar un desarrollo cognitivo, físico y emocional óptimo. Actualmente se está aplicando este programa en dos comunidades con extrema pobreza: Nicolás Romero y los Jarros, ubicadas al norte del área metropolitana de la Ciudad de México.[cita requerida]
También ha trabajado en el estudio y detección temprana de enfermedades neurodegenerativas como la Enfermedad de Parkinson y la demencia de tipo Alzheimer (EA). Uno de los principales problemas en la búsqueda de posibilidades terapéuticas en enfermedades neurodegenerativas como la EA es que el diagnóstico de la enfermedad se realiza en etapas avanzadas cuando el deterioro conductual y del sistema nervioso central es generalizado. Así, la identificación temprana y el diagnóstico diferencial de un cuadro demencial son de gran importancia para el desarrollo de cualquier terapia potencial que intente prevenir o en su caso, retrasar el progreso de la enfermedad. Aún más, cualquier terapia potencial se debe ofrecer durante las etapas iniciales del proceso demencial, ya que es justo en este momento que el tratamiento puede tener algún beneficio, como por ejemplo detener o enlentecer la sintomatología en cascada que emerge una vez que se inicia el cuadro y/o la compensación de las alteraciones bioquímicas. 
La Dra. Ostrosky ha estudiado  las características neuropsicológicas y anátomo-funcionales de un grupo de individuos que presentan trastornos cognoscitivos leves con un grupo de sujetos neurológicamente intactos encontrando algunos marcadores cognoscitivos pre-clínicos de la demencia.

## Divulgación Científica
Ha tenido un papel muy activo en la divulgación de la ciencia en los diversos medios de comunicación como radio, TV y prensa escrita. Mensualmente, escribe una columna en la revista Quo.  Tiene dos libros de divulgación: “Toc, Toc ¿hay alguien ahí? Cerebro y Conducta” y “Mentes Asesinas”, los que han sido un éxito entre el público no especializado, divulgando los conocimientos científicos acerca de estos temas. Este tipo de trabajos de divulgación también tienen como cometido educar, si no en un ámbito formal ni en un aula, si a una población que puede ser susceptible de creer información engañosa, poco científica, carente de bases, debido a la influencia y distorsión de los medios. En este sentido, son pocos los investigadores que logran incursionar en este plano y tener éxito entre el público común, la clave está en la facilidad  con la que ha podido comunicarse con la audiencia, generar sentido en ella e involucrarse en la educación informal.

## Premios y reconocimientos
Por su trabajo de investigación ha recibido numerosos premios y distinciones, incluyendo el Premio Nacional de Investigación en Psicología, el premio Universidad Anáhuac, el premio Universidad Nacional edición Bicentenario, Premio Ciudad Capital Heberto Castillo y el premio de investigación de la Sociedad Mexicana de Psicología.
También recibió el reconocimiento a miembro Honorario de la Facultad de Medicina de la Universidad de Antioquía Medellín, en el año 2016 y un reconocimiento a trayectoria académica profesional en el campo de neuropsicología en la Universidad Autónoma del Estado de Hidalgo en el mismo año. 
En 1988 obtuvo el Premio Nacional de Neurología y Neurocirugía. y luego la Medalla Gabino Barreda (1989)